# ヴャチェスラフ・アルチョーモフ
ヴャチェスラフ・リェトロヴィチ・アルチョーモフ（ロシア語: Вячеслав Петрович Артёмов / Vyacheslav Petrovich Artyomov, 1940年6月29日 – ）は、旧ソ連邦およびロシアの作曲家。

## 略歴
当初はモスクワ大学で物理学を学ぶが、後に音楽に転じ、モスクワ音楽院でニコライ・シデルニコフに作曲を師事して1968年に修了した。ソビエト作曲家同盟の会員となり、数年間モスクワの国営楽譜出版社ムズィカ（Музыка）に編集者として勤めた。
1975年に、ソフィヤ・グバイドゥーリナやヴィクトル・ススリンと共に即興演奏グループ「アストレヤ（Астрея）」に参加した。1979年に、第6回ソビエト作曲家同盟会議の席上において、承認を得ずに西側のソビエト音楽フェスティバルに参加したと糾弾され、いわゆる「フレンニコフの7名」として要注意人物視される。1979年からフリーランスの作曲家として活動しており、ロシア自然科学アカデミーの会員や、復興されたソ連現代音楽協会の同人としても活動した。

## 作品
アルチョーモフの作風は、折衷主義と実験音楽とを融合させたものである。初期の作曲様式は新古典的であったが、後に民族的な様式に移り、また十二音技法や自由リズム、複調性、ミニマリズムを試みた。アルチョーモフの作品は、原始的なモチーフ（《招魂》《トーテム》）やキリスト教的なモチーフ（《レクィエム》《アヴェ・マリア》）に加えて、東方風の瞑想（《目覚め》《悲歌交響曲》《月夜の夢》）に対する関心の表れである。

### 主要作品一覧
- イン・メモリアム （1968年, 1984年）
- A Garland of Recitations （1975-1981年）
- 悲歌交響曲 （1977年）
- 道の交響曲（三部作） 
  - オリュンポスへの道 （1978-1984年）
  - 輝ける世界のとば口に  （1990年, 2002年）
  - 穏やかな放射 （エマナティオ） （1991年, 2004年）
  - 暁の星は昇る （1993年）
- 星風 （1981年）
- 招魂 （1981年）
- 月夜の夢 （1982年）
- トリスティア第1番 （1983年）
- Hymns of Sudden Wafts （1983年）
- レクィエム （1985-1988年）
- グリアの讃美歌 （1986年）
- アヴェ・マリア （1989年）
- ピエタ （1992年, 1996年）
- トリスティア第2番 （1997年, 1998年）

### 評伝
- Andreas Kloth (2009): Der russische Komponist Vjačeslav Artëmov: Ein Beispiel für die politisch und gesellschaftlich bedingte Rezeption nonkonformistischer sowjetischer Komponisten. Die Blaue Eule, Essen. ISBN 3899242440
- Gerard McBurney “Vyacheslav Artyomov” in Contemporary Composers (Chicago & London: St. James Press, 1992)

## 註
1. ↑  ロシア人はёをеと峻別して殊更にёを使うという習慣がないため、書き手によってはАртемовと綴る場合がある。この例に従ってラテン文字に転写するとArtemovとなり、文書や資料によってはこちらを採用している場合がある。
2. 1 2 3  McBurney (1992)